# Гуща (Тверская область)
Гуща — деревня в Осташковском городском округе Тверской области.

## География
Находится в западной части Тверской области на расстоянии приблизительно 16 км на северо-запад по прямой от города Осташков на берегу озера Селигер в Гущинской луке.

## История
Деревня была показана ещё на карте Менде (состояние местности на 1848 год). В 1859 году здесь (деревня Осташковского уезда) было учтено 40 дворов, в 1939 — 50. В советское время работали колхозы «Новая Гуща». им. Мичурина и совхоз «Машугиногорский». До 2017 года входила в Ботовское сельское поселение Осташковского района до их упразднения.

## Население
Численность населения: 293 человека (1859 год), 49 (русские 98 %) в 2002 году, 48 в 2010.